# Degradación de Wohl
La degradación de Wohl en la química de carbohidratos es un método de acortamiento de la cadena carbonada de las aldosas. El ejemplo clásico es la conversión de la glucosa en arabinosa en lo que es un proceso por etapas:
La D-glucosa 1 es convertida en la oxima 2 mediante la reacción con hidroxilamina. En la siguiente etapa empleando anhídrido acético se forma el intermedio acetilado 3, que es inestable y elimina ácido acético dando lugar al nitrilo correspondiente 4. Por tanto con el anhídrido acético lo que se logra es deshidratar la oxima. A continuación se retiran los grupos éster mediante transesterificación con MeONa/MeOH, lo que conduce a la cianhidrina 5, que directamente en estas condiciones descompone originando la D-arabinosa 6.